# Patrick Vacher
Patrick Vacher, né le 14 novembre 1948 à Agonac (Dordogne) et mort le 2 mai 2019 à Périgueux, est un footballeur français.

## Biographie
Lors de sa première saison à l'AS Angoulême, Vacher et ses coéquipiers terminent vice-champion de Division 2 et remportent le barrage d'accession en D1 face à l'AS Monaco après un troisième match d'appui au Parc des Princes. Au match aller, Vacher est l'auteur du seul but charentais (défaite 2-1). Après la victoire 1-0 à Monaco, synonyme de match supplémentaire, c'est à nouveau Vacher qui score et ouvre la marque à Paris pour une victoire finale 2-0.
Lors de la saison suivante, le 12 octobre 1969, Patrick Vacher joue un match amical au Parc des Princes avec l'équipe de France espoirs contre celle du Portugal (défaite 3-2),.
Avec son équipe, il termine 4e du championnat de Division 1, synonyme de qualification pour la prochaine Coupe des villes de foires à laquelle il ne participe pas,
puis 16e en 1970-1971, les Charentais luttent tout l'exercice pour éviter les dernières positions et arrivent à se maintenir en finissant avec un seul point d'avance sur le premier relégable,.
À Angoulême, Patrick Vacher participe aux seules trois saisons de D1 de l'histoire du club.
En 1973, Vacher part pour La Berrichonne de Châteauroux. Il y reste durant 7 saisons toutes jouées en Division 2 et cumule plus de 200 matchs sous le maillot berrichon.
Il devient par la suite président de « La patriote », club de football d'Agonac, sa ville natale.

## Palmarès
- Division 2
  - Vice-champion et vainqueur du barrage d'accession en D1 en 1969 avec l'Angoulême CFC

## Statistiques
Ce tableau présente les statistiques de Patrick Vacher,.
| Saison                | Club                  | Championnat           | Championnat | Championnat | Coupe(s) nationale(s) | Coupe(s) nationale(s) | Barrages D1 | Barrages D1 | Total | Total |
| Saison                | Club                  | Division              | M.          | B.          | M.                    | B.                    | M.          | B.          | M.    | B.    |
| 1968-1969             | AS Angoulême          | D2                    | 20          | 5           | 1                     | 0                     | 3           | 2           | 24    | 7     |
| 1969-1970             | AS Angoulême          | D1                    | 28          | 7           | -                     | -                     | -           | -           | 28    | 7     |
| 1970-1971             | AS Angoulême          | D1                    | 20          | 1           | -                     | -                     | -           | -           | 20    | 1     |
| 1971-1972             | AS Angoulême          | D1                    | -           | -           | -                     | -                     | -           | -           | 0     | 0     |
| 1972-1973             | AS Angoulême          | D2                    | 7           | 0           | -                     | -                     | -           | -           | 7     | 0     |
| Sous-total            | Sous-total            | Sous-total            | 75          | 13          | 1                     | 0                     | 3           | 2           | 79    | 15    |
| 1973-1974             | LB Châteauroux        | D2                    | 34          | 7           | 2                     | 0                     | -           | -           | 36    | 7     |
| 1974-1975             | LB Châteauroux        | D2                    | 31          | 6           | 2                     | 0                     | -           | -           | 33    | 6     |
| 1975-1976             | LB Châteauroux        | D2                    | 34          | 5           | -                     | -                     | -           | -           | 34    | 5     |
| 1976-1977             | LB Châteauroux        | D2                    | 34          | 5           | 3                     | 0                     | -           | -           | 37    | 5     |
| 1977-1978             | LB Châteauroux        | D2                    | 33          | 2           | -                     | -                     | -           | -           | 33    | 2     |
| 1978-1979             | LB Châteauroux        | D2                    | 24          | 1           | 1                     | 0                     | -           | -           | 25    | 1     |
| 1979-1980             | LB Châteauroux        | D2                    | 4           | 0           | -                     | -                     | -           | -           | 4     | 0     |
| Sous-total            | Sous-total            | Sous-total            | 194         | 26          | 8                     | 0                     | -           | -           | 202   | 26    |
| Total sur la carrière | Total sur la carrière | Total sur la carrière | 269         | 39          | 9                     | 0                     | 3           | 2           | 281   | 41    |